# Henry Rawlinson (archeolog)
Henry Creswicke Rawlinson (ur. 11 kwietnia 1810 w Chadlington, zm. 5 marca 1895 w Londynie) – brytyjski asyrolog, dyplomata; w 1836 odkrył, skopiował i odczytał inskrypcję z Behistun. Poseł do parlamentu w latach 1856–1858 i 1865–1868.

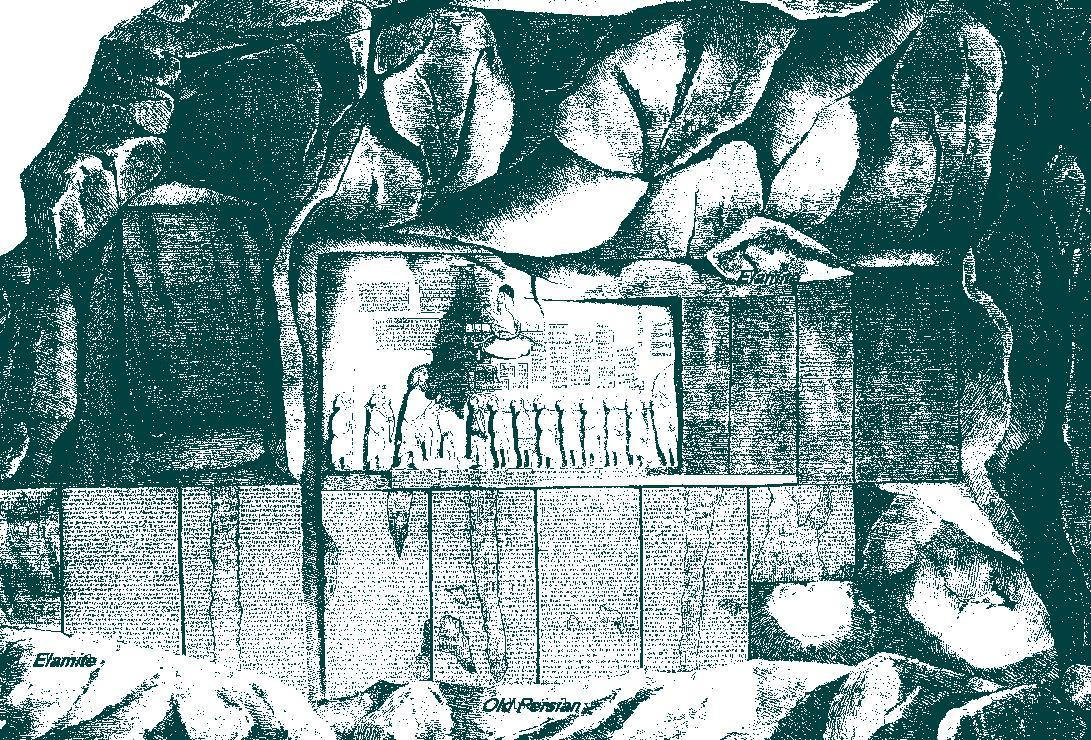
Inskrypcja z Behistun

## Życiorys
W 1826 Rawlinson wstąpił na służbę w oddziałach wojskowych Kompanii Wschodnioindyjskiej. W 1833 stacjonował jako major w Persji. Będąc jednym z brytyjskich orędowników przeciwdziałania rosnącym po pokoju adrianopolskim wpływom Rosji na Bliskim Wschodzie, został w 1843 konsulem generalnym w Bagdadzie. W 1836 roku przebywał w rejonie Behistun na polecenie perskiego szacha dotyczące szkolenia jego wojska przez oficerów armii brytyjskiej.
Mimo trudności technicznych Sir Rawlinson dotarł na skalne urwisko, gdzie znajduje się inskrypcja razem z reliefem i zdołał skopiować tekst staroperski. Wersje elamicka i akadyjska były mniej dostępne, więc Brytyjczyk odłożył ich spisanie na później. Rawlinsonowi udało się ustalić znaczenie znaków pisma staroperskiego dzięki wcześniejszym zapiskom niemieckiego badacza Georga Friedricha Grotefenda, który odczytał pierwsze 11 znaków pisma klinowego. Było to możliwe tylko dzięki temu, że pierwsza część staroperskiego tekstu zawierała listę królów, podobną do tej, którą znaleźć można w Dziejach Herodota. Po dopasowaniu królewskich imion Rawlinson zrozumiał przekaz Dariusza.
W 1842 badacz skopiował tekst elamicki i akadyjski. Zbudował w tym celu skomplikowane rusztowanie z desek. Najtrudniej było skopiować tekst akadyjski. Pomógł mu w tym miejscowy chłopiec, który wspiął się wewnątrz pęknięcia skalnego przebiegającego przez relief. To on zamontował liny, dzięki którym wykonano odlew z papier-mâché. Pozyskane w ten sposób materiały posłużyły następnie naukowcom – Edwinowi Norrisowi i Nielsowi Westergaardowi – na „odkodowanie” pisma elamickiego. Sam Rawlinson natomiast rozszyfrował język akadyjski.
Prace przy inskrypcji trwają nadal.
Pochowany został na Brookwood Cemetery w hrabstwie Surrey.